# NGC 477
NGC 477 je galaksija u zviježđu Andromeda.

## Vanjske poveznice
- SEDS: NGC 477